# Chers électeurs
Pour plus de détails, voir Fiche technique et Distribution.
Chers électeurs est un film québécois de ton documentaire du réalisateur Manuel Foglia qui est sorti en salle le 21 novembre 2008. Le film est produit par l'Office national du film du Canada.

## Synopsis
Chers électeurs documente le quotidien de deux députés du parlement québécois. Pendant près de quatre années, de 2003 à 2006, le réalisateur Manuel Foglia a suivi le député Daniel Turp, député péquiste de Mercier, et Charlotte L'Écuyer, députée libérale de Pontiac, qui ont tous deux été élus au pallier provincial pour la première fois en 2003. Turp ayant été député pour le Bloc québécois de 1997 à 2000 .

## Fiche technique
- Titre : Chers électeurs
- Réalisation : Manuel Foglia
- Scénario : Manuel Foglia
- Musique : Michel F. Côté et Alain Dauphinais
- Montage : Aube Foglia
- Production : Christian Medawar
- Société de production : Office national du film du Canada
- Pays :  Canada
- Genre : Documentaire
- Durée : 90 minutes
- Dates de sortie : 
  -  Canada : 2008

## Réception critique
Stéphane Baillargeon, dans Le Devoir, trouve le résultat « un peu bancal, décousu même ».